# 의령 세간리 현고수
의령 세간리 현고수(宜寧 世干里 懸鼓樹)는 대한민국 경상남도 의령군 유곡면 세간리에 있는 느티나무로 대한민국의 천연기념물 제493호로 지정되어 있다. 나이는 550년 정도로 추정되며, 높이는 15m, 둘레는 7m이다.

## 유래
조선 선조 25년(1592년) 4월 13일 왜적이 부산포로 침입하자 당시 41세의 유생이었던 곽재우가 4월 22일 이곳 유곡면 세간리 이 느티나무에 큰 북을 매달아 치면서 전국 최초로 의병(義兵)을 모아 훈련을 시켰다고 하여 이 때부터 느티나무보다는 현고수(懸鼓樹)로 불리게 되었다.